# Steve Washburn
Steve Washburn (* 10. April 1975 in Ottawa, Ontario) ist ein ehemaliger kanadischer Eishockeyspieler, der sechs Spielzeiten in der National Hockey League und drei in der Deutschen Eishockey Liga aktiv war.

## Karriere
Steve Washburn begann seine Karriere bei den Gloucester Rangers in der Canadien Junior Hockey League. 1991 wechselte er in die Ontario Hockey League zu den Ottawa 67’s. Im NHL Entry Draft 1993 wurde der Kanadier von den Florida Panthers in der dritten Runde an 78. Stelle ausgewählt. Nach vier Jahren in der OHL hatte Washburn 266 Punkte in 253 Spielen erzielt.
Kurz vor den Playoffs 1995 gab er dann sein Profidebüt für die Cincinnati Cyclones in der International Hockey League. Ab dem Herbst 1995 gehörte Washburn dann zur Organisation der Florida Panthers. Er spielte drei Jahre lang sowohl für verschiedene Farmteams in der American Hockey League als auch für die Panthers in der National Hockey League. Im Februar 1999 setzte ihn sein Team dann auf die Waiver-Liste, von der ihn die Vancouver Canucks verpflichteten. Den Rest der Saison spielte Washburn dann für die Canucks in der NHL und die Syracuse Crunch in der AHL. Im August 1999 unterschrieb der Linksschütze dann als Free Agent einen Vertrag bei den Nashville Predators, die ihn aber zu den Milwaukee Admirals schickten. Gegen Ende des Jahres wurde Washburn dann zu den Philadelphia Flyers transferiert. Er spielte bis zum Ablauf seines Vertrages bei den Flyers und den Philadelphia Phantoms. Im Sommer 2000 schloss er sich dann den Kloten Flyers aus der Schweiz an. Nach nur acht Spielen kehrte er allerdings wieder nach Philadelphia zurück.
Zur Saison 2001/02 wechselte der Kanadier dann zu den Iserlohn Roosters in die Deutsche Eishockey Liga. Nach zwei Spielzeiten im Sauerland schloss er sich dem Ligakonkurrenten Hamburg Freezers an. Hier blieb Washburn nur ein Jahr und ging danach für den EC KAC in Österreich aufs Eis. Nachdem er die Saison 2005/06 in Dänemark begonnen hatte, wechselte Washburn zu den EC Graz 99ers zurück in die Österreichische Eishockey Liga. Nach zwei Jahren schloss er sich zum Ende der Saison 2007/08 den Bietigheim Steelers an. Anschließend unterschrieb Washburn keinen Vertrag mehr und beendete seine Karriere.

## Erfolge und Auszeichnungen
- 1992 Goldmedaille bei der World U-17 Hockey Challenge

## Karrierestatistik
(Legende zur Spielerstatistik: Sp oder GP = absolvierte Spiele; T oder G = erzielte Tore; V oder A = erzielte Assists; Pkt oder Pts = erzielte Scorerpunkte; SM oder PIM = erhaltene Strafminuten; +/− = Plus/Minus-Bilanz; PP = erzielte Überzahltore; SH = erzielte Unterzahltore; GW = erzielte Siegtore; 1 Play-downs/Relegation; Kursiv: Statistik nicht vollständig)